# Épée impériale

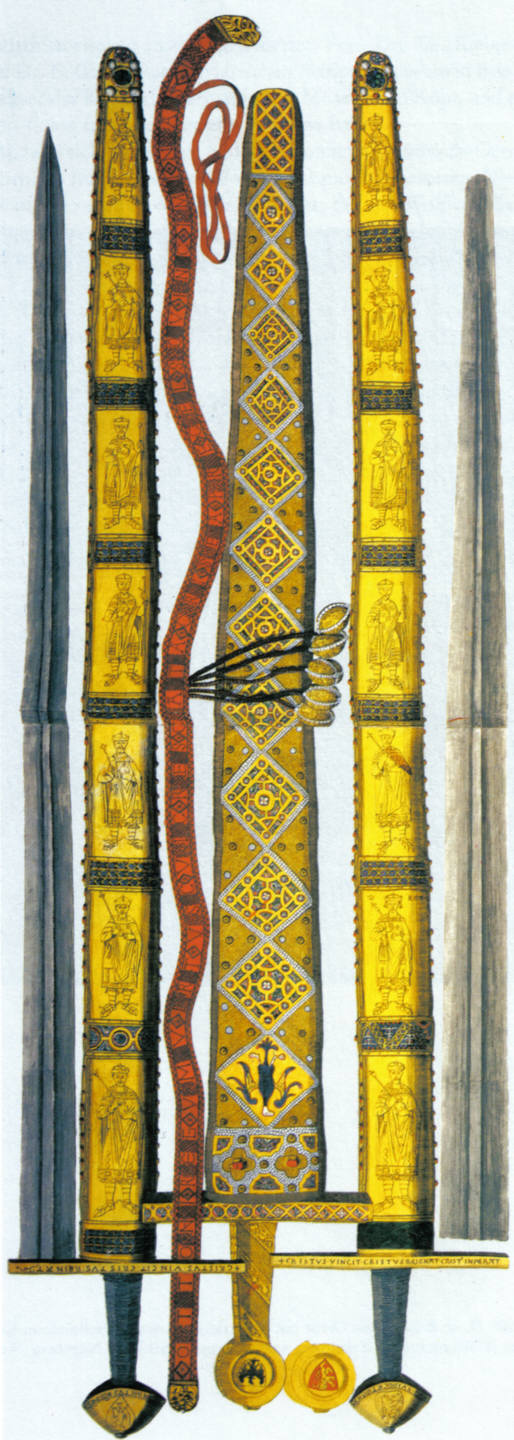
L’épée impériale vue de plusieurs côtés, au milieu l'épée de cérémonie, colorée de cuivre gravé, de Johann Adam Delsenbach (1751).

L’épée impériale (Reichsschwert), est une des quatre regalia du Saint-Empire romain germanique (Reichskleinodien).  Pendant le couronnement, elle est donnée à l’empereur avec le sceptre (Zepter) et l’orbe (Reichsapfel). Actuellement, les regalia impériaux sont conservés au palais Hofburg de Vienne dans la chambre du trésor. 
Elle comporte sur chaque face du fourreau sept plaques d'or travaillées en repoussé qui représentent :
1. Charlemagne
2. Louis le Pieux
3. Louis II de Germanie
4. Charles III le Gros
5. Arnulf de Carinthie
6. Louis IV de Germanie
7. Conrad Ier de Germanie
8. Henri Ier de Germanie
9. Otton le Grand
10. Otton II
11. Otton III
12. Henri II
13. Conrad II le Salique
14. Henri III

## Détails

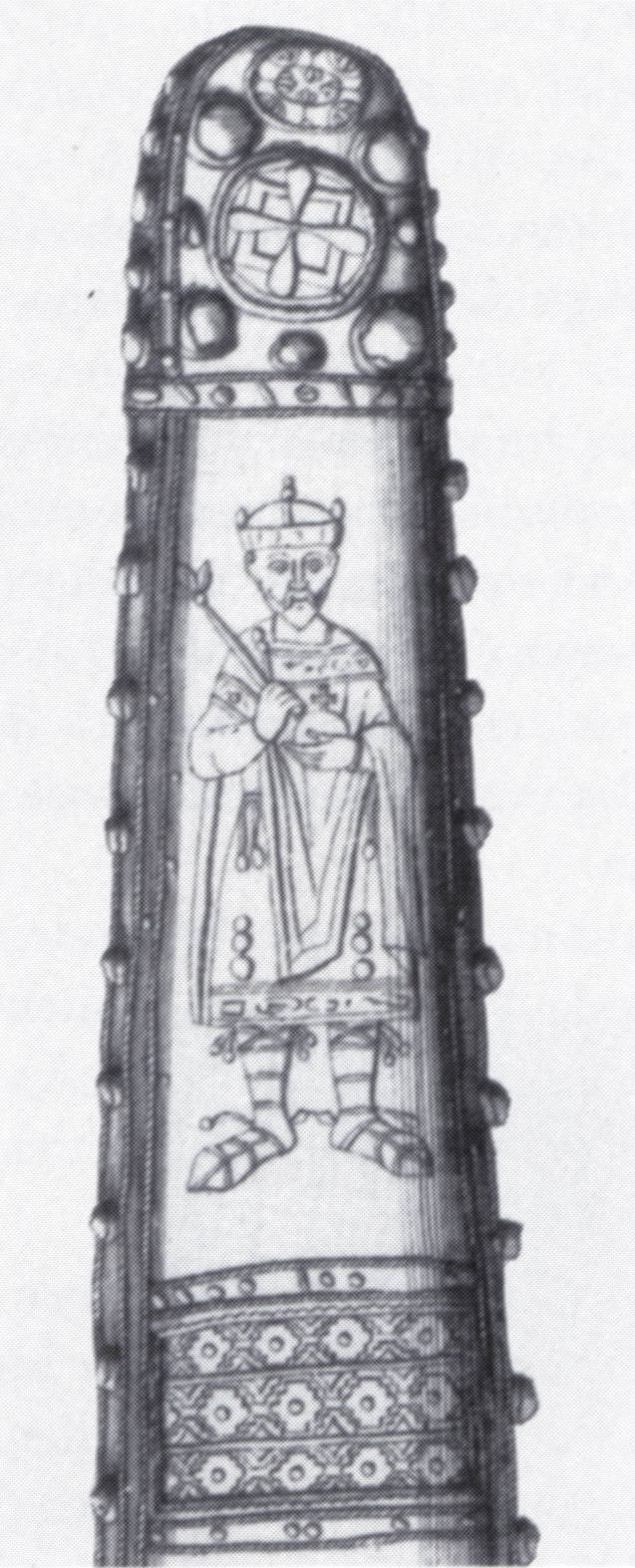
Charlemagne
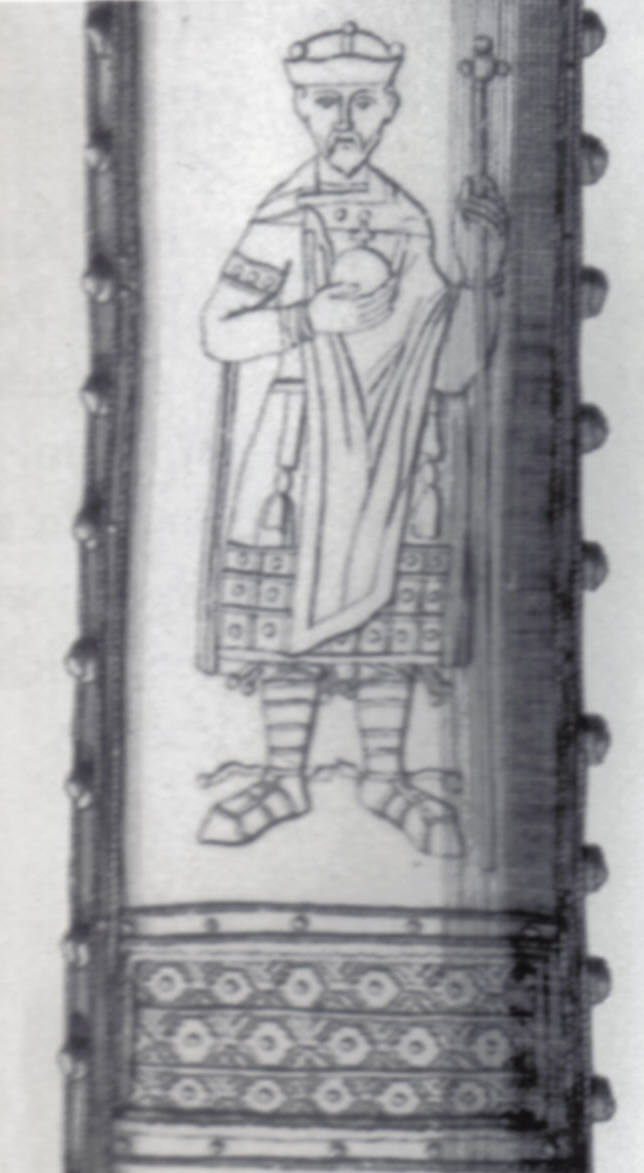
Louis II de Germanie
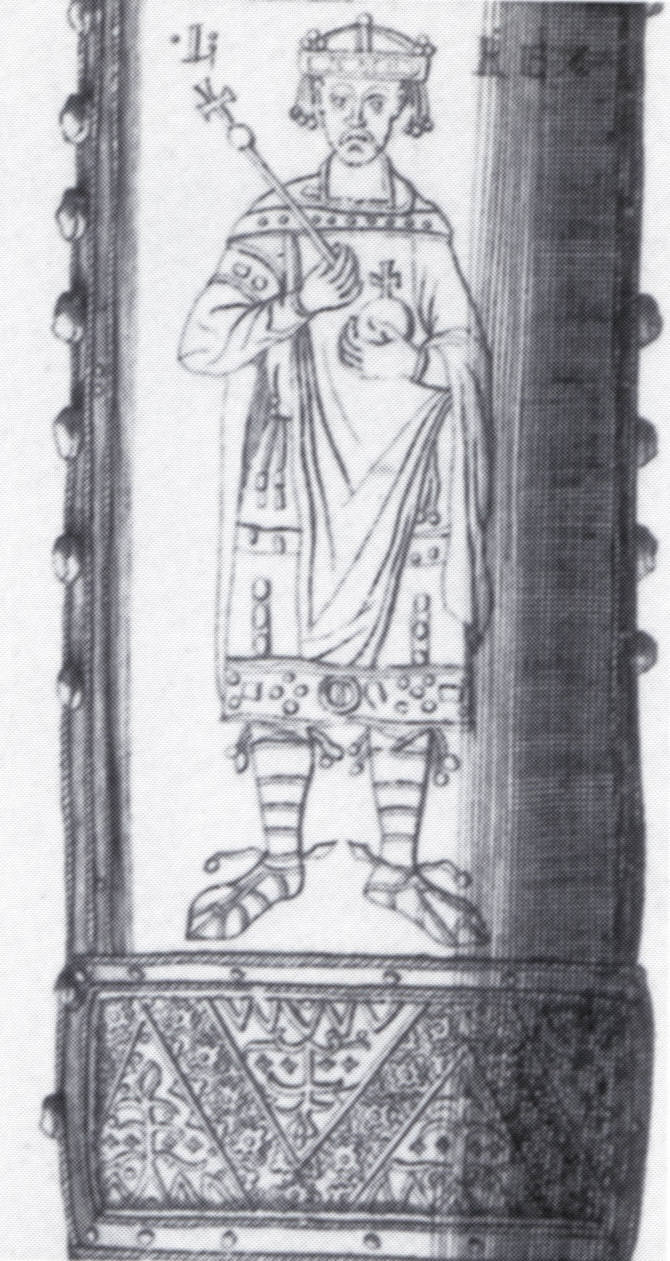
Louis IV de Germanie
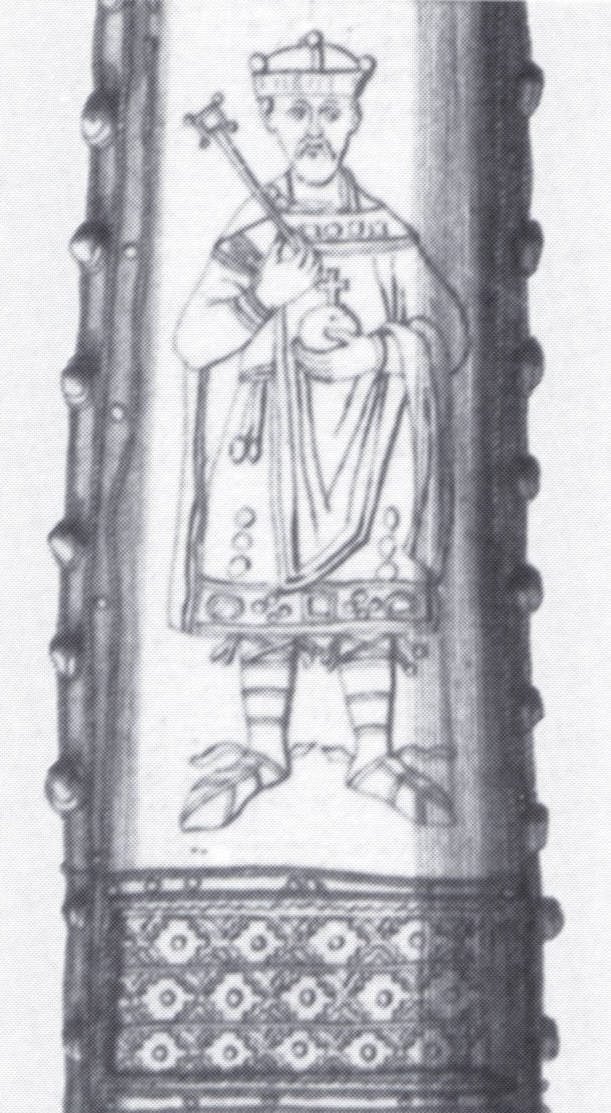
Otton le Grand
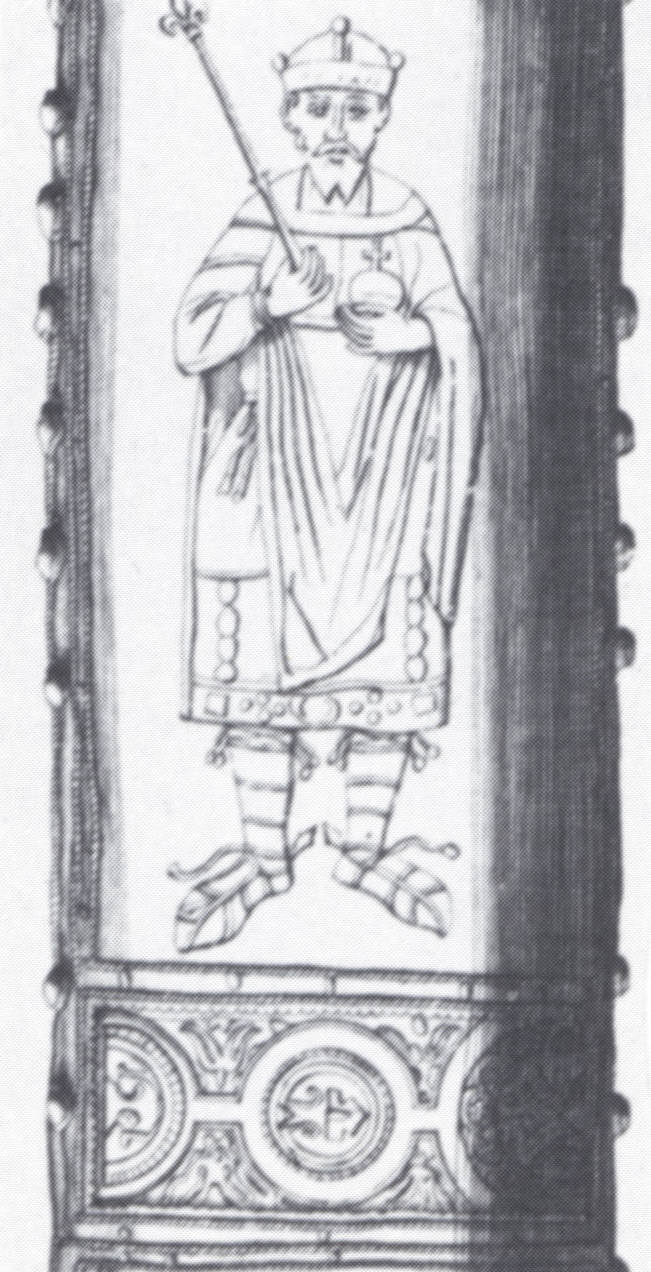
Henri III